# Miejskie opowieści (album)
Miejskie opowieści – dziesiąty album street punkowej grupy The Analogs, wydany zarówno na płycie cd, jak i na winylu.

## Spis utworów
1. Miejskie opowieści (3:46)
2. Dziewczyny (3:04)
3. Brzytwa (3:25)
4. Fridman (3:15)
5. Przegrany (3:07)
6. Zemsta (2:25)
7. Madonna tego miasta (2:43)
8. Hej panie DJ! (2:37)
9. Armia niewolników (2:34)
10. Latarnia (3:55)
11. Nie obchodzi mnie (2:21)
12. Życie jest za krótkie (2:43)
13. Nasz Rock’n’Roll (3:19)
14. Ulica złamanych snów BONUS tylko na winylu